# Diane Cary
Diane Cary es una actriz de televisión estadounidense que participó en algunas de las más conocidas series de televisión en los años 1980. 
Tuvo un papel en la serie de los ochenta Misfits of Science (Un Equipo Muy Especial), acreditada como Diane Civita. También participó en un papel importante como protagonista en V, la miniserie sobre la que después se rodó la serie de televisión V igualmente en los años ochenta, interpretando a Harmony, una humana que se enamora de un visitante (Willie, interpretado por Robert Englund), así como también tuvo participaciones junto a Lindsay Wagner en la serie La Mujer Biónica en 1977, en el doble episodio titulado Jamie's Shield (El Escudo de Jamie).
Por otra parte, ha rodado desde entonces diversas series de televisión, utilizando en alguna de ellas el nombre de Diane Civita.
- Datos: Q585435